# Mechanitis deceptus
Mechanitis deceptus är en fjärilsart som beskrevs av Butler 1873. Mechanitis deceptus ingår i släktet Mechanitis och familjen praktfjärilar. Inga underarter finns listade i Catalogue of Life.